# Teorema de Casey
En matemàtiques, el teorema de Casey, també conegut com el teorema de Ptolemeu generalitzat, és un teorema de geometria euclidiana que porta el nom del matemàtic irlandès John Casey.

## Formulació del teorema
Sigui {\displaystyle \,O} un cercle de radi {\displaystyle \,R}. Siguin {\displaystyle \,O_{1},O_{2},O_{3},O_{4}} (en aquest ordre) quatre cercles que no es tallen a l'interior del cercle {\displaystyle \,O} i tangents a ell. Sigui {\displaystyle \,t_{ij}} la longitud de la bitangent comuna exterior dels cercles {\displaystyle \,O_{i},O_{j}}. Llavors:
{\displaystyle \,t_{12}\cdot t_{34}+t_{14}\cdot t_{23}=t_{13}\cdot t_{24}}
- {\displaystyle t_{12}\cdot t_{34}+t_{14}\cdot t_{23}-t_{13}\cdot t_{24}=0}

Tingueu en compte que en el cas degenerat, on els quatre cercles es redueixen a punts, aquest és exactament el teorema de Ptolemeu.

## Demostració
La següent demostració és atribuïble a Zacharias. Indiquem el radi del cercle {\displaystyle \,O_{i}} amb {\displaystyle \,R_{i}} i el seu punt de tangència amb la circumferència {\displaystyle \,O} amb {\displaystyle \,K_{i}}. Fem servir la notació {\displaystyle \,O,O_{i}} per als centres dels cercles.
S'ha de tenir en compte que a partir del teorema de Pitàgores,
{\displaystyle \,t_{ij}^{2}={\overline {O_{i}O_{j}}}^{2}-(R_{i}-R_{j})^{2}.}
Intentarem expressar aquesta llongitud en termes de punts{\displaystyle \,K_{i},K_{j}}. Pel teorema del cosinus en el triangle {\displaystyle \,O_{i}OO_{j}},
{\displaystyle {\overline {O_{i}O_{j}}}^{2}={\overline {OO_{i}}}^{2}+{\overline {OO_{j}}}^{2}-2{\overline {OO_{i}}}\cdot {\overline {OO_{j}}}\cdot \cos \angle O_{i}OO_{j}}
Des dels cercles {\displaystyle \,O,O_{i}} tangents entre ells:
{\displaystyle {\overline {OO_{i}}}=R-R_{i},\,\angle O_{i}OO_{j}=\angle K_{i}OK_{j}}
Sigui {\displaystyle \,C} un punt del cercle {\displaystyle \,O}. Segons el teorema del sinus en el triangle {\displaystyle \,K_{i}CK_{j}}:
{\displaystyle {\overline {K_{i}K_{j}}}=2R\cdot \sin \angle K_{i}CK_{j}=2R\cdot \sin {\frac {\angle K_{i}OK_{j}}{2}}}
Per tant,
{\displaystyle \cos \angle K_{i}OK_{j}=1-2\sin ^{2}{\frac {\angle K_{i}OK_{j}}{2}}=1-2\cdot \left({\frac {\overline {K_{i}K_{j}}}{2R}}\right)^{2}=1-{\frac {{\overline {K_{i}K_{j}}}^{2}}{2R^{2}}}}
i substituint aquests en la fórmula anterior:
{\displaystyle {\overline {O_{i}O_{j}}}^{2}=(R-R_{i})^{2}+(R-R_{j})^{2}-2(R-R_{i})(R-R_{j})\left(1-{\frac {{\overline {K_{i}K_{j}}}^{2}}{2R^{2}}}\right)}
{\displaystyle {\overline {O_{i}O_{j}}}^{2}=(R-R_{i})^{2}+(R-R_{j})^{2}-2(R-R_{i})(R-R_{j})+(R-R_{i})(R-R_{j})\cdot {\frac {{\overline {K_{i}K_{j}}}^{2}}{R^{2}}}}
{\displaystyle {\overline {O_{i}O_{j}}}^{2}=((R-R_{i})-(R-R_{j}))^{2}+(R-R_{i})(R-R_{j})\cdot {\frac {{\overline {K_{i}K_{j}}}^{2}}{R^{2}}}}
I finalment, la longitud que es busca és
{\displaystyle t_{ij}={\sqrt {{\overline {O_{i}O_{j}}}^{2}-(R_{i}-R_{j})^{2}}}={\frac {{\sqrt {R-R_{i}}}\cdot {\sqrt {R-R_{j}}}\cdot {\overline {K_{i}K_{j}}}}{R}}}
Ara es pot avaluar el costat esquerre, amb l'ajuda del teorema de Ptolemeu original aplicat al quadrilàter inscrit. {\displaystyle \,K_{1}K_{2}K_{3}K_{4}}:
{\displaystyle {\begin{aligned}&t_{12}t_{34}+t_{14}t_{23}\\[4pt]={}&{\frac {1}{R^{2}}}\cdot {\sqrt {R-R_{1}}}{\sqrt {R-R_{2}}}{\sqrt {R-R_{3}}}{\sqrt {R-R_{4}}}\left({\overline {K_{1}K_{2}}}\cdot {\overline {K_{3}K_{4}}}+{\overline {K_{1}K_{4}}}\cdot {\overline {K_{2}K_{3}}}\right)\\[4pt]={}&{\frac {1}{R^{2}}}\cdot {\sqrt {R-R_{1}}}{\sqrt {R-R_{2}}}{\sqrt {R-R_{3}}}{\sqrt {R-R_{4}}}\left({\overline {K_{1}K_{3}}}\cdot {\overline {K_{2}K_{4}}}\right)\\[4pt]={}&t_{13}t_{24}\end{aligned}}}

## Més generalitzacions
Es pot veure que els quatre cercles no cal que estiguin dins del cercle gran. De fet, també poden ser tangents a ell des de l'exterior. En aquest cas, s'hauria de fer el canvi següent:
- Si {\displaystyle \,O_{i},O_{j}} són tangents des del mateix costat de {\displaystyle \,O} (ambdós dins o fora), {\displaystyle \,t_{ij}} és la longitud de la tangent comuna exterior.
- Si {\displaystyle \,O_{i},O_{j}} són tangents de diferents costats de {\displaystyle \,O} (un dins i un fora), {\displaystyle \,t_{ij}} és la longitud de la tangent comuna interior.

El contrari del teorema de Casey també és cert. És a dir, si es compleix la igualtat, els cercles són tangents a un cercle comú.

## Aplicacions
El teorema de Casey i el seu invers es poden utilitzar per demostrar una varietat d'enunciats en geometria euclidiana. Per exemple, la prova més curta coneguda del teorema de Feuerbach utilitza el teorema invers.

Teorema de Feuerbach: la circumferència dels nou punts és tangent a la circumferència inscrita i les exinscrites d'un triangle. La circumferència inscrita tangent és el punt de Feuerbach.